# Dave (film)
Dave – amerykański komediodramat z 1993 roku w reżyserii Ivana Reitmana. Zdjęcia kręcono w Los Angeles i Waszyngtonie.

## Opis fabuły
Dave Kovic (Kevin Kline) prowadzi agencję zatrudnienia tymczasowego w Baltimore. Lubi swoją pracę. Poza tym jest bardzo podobny fizycznie do obecnego prezydenta USA. Ludzie z otoczenia prezydenta proszą go o zastąpienie Billa Mitchella, kiedy tamten będzie w innym miejscu. Gdy Bill zapada w śpiączkę, szef personelu Białego Domu Bob Alexander (Frank Langella) próbuje utrzymać Dave'a na stanowisku.

## Obsada
- Kevin Kline – Dave Kovic / Prezydent Bill Mitchell
- Sigourney Weaver – Ellen Mitchell
- Frank Langella – Bob Alexander
- Kevin Dunn – Alan Reed
- Ving Rhames – Duane Stevenson
- Ben Kingsley – wiceprezydent Nance
- Charles Grodin – Murray Blum
- Faith Prince – Alice
- Laura Linney – Randi
- Oliver Stone – on sam
- Arnold Schwarzenegger – on sam

## Nominacje
- 1993 Oscar Najlepszy scenariusz oryginalny – Gary Ross
- 1993 Złote Globy Najlepsza komedia/musical
- 1993 Złote Globy Najlepszy aktor w komedii/musicalu – Kevin Kline